# FTTB

Un esquema de les arquitectures FTTx — focalitzant la distància entre la fibra òptica i l'usuari final. L'edifici a l'esquerra és la central telefònica; el de la dreta és un dels edificis servits per la central.

FTTB és l'acrònim del terme anglès Fiber To The Building, que significa literalment «fibra fins a l'edifici» Es tracta d'una tecnologia que instal·la la fibra òptica més prop del client, tot utilitzant en el tram final el parell de coure telefònic, o el coaxial de les xarxes de televisió.